# Henry Banks
Henry Banks, född 14 juni 1913 i Croydon, England, Storbritannien, död den 18 december 1994 i Indianapolis, Indiana, USA, var en amerikansk racerförare.

## Racingkarriär
Banks emigrerade till USA som barn, och blev amerikansk medborgare, och sedermera en framgångsrik midget car-förare. Han vann 30 sådana tävlingar bara under säsongen 1947, men blev även känd som formelbilsförare, sedan han vunnit det nationella mästerskapet säsongen 1950. Han vann sitt enda race i professionell formelbilsracing i Detroit samma år. Banks tävlade i Indianapolis 500 sex gånger, men lycvkades inte bli bättre än sexa, vilket han blev 1951. Han blev sedermera tävlingsdirektör för United States Auto Club, innan han gick i pension. banks avled 1994 vid 81 års ålder.